# Municipio de Smoky View
El municipio de Smoky View (en inglés: Smoky View Township) es un municipio ubicado en el condado de Saline en el estado estadounidense de Kansas. En el año 2010 tenía una población de 911 habitantes y una densidad poblacional de 9,76 personas por km².

## Geografía
El municipio de Smoky View se encuentra ubicado en las coordenadas 38°39′37″N 97°38′27″O / 38.66028, -97.64083. Según la Oficina del Censo de los Estados Unidos, el municipio tiene una superficie total de 93.32 km², de la cual 93,3 km² corresponden a tierra firme y (0,02 %) 0,02 km² es agua.

## Demografía
Según el censo de 2010, había 911 personas residiendo en el municipio de Smoky View. La densidad de población era de 9,76 hab./km². De los 911 habitantes, el municipio de Smoky View estaba compuesto por el 97,15 % blancos, el 0,22 % eran afroamericanos, el 0,22 % eran amerindios, el 0,33 % eran asiáticos y el 2,09 % eran de una mezcla de razas. Del total de la población el 2,31 % eran hispanos o latinos de cualquier raza.